# غرتسية
غُرِتسِيَة أو غُرِتسِيَا أو (نقحرة: غوريتسيا) (Gorizia) مدينة إيطالية يقطنها 36.110 ساكن، عاصمة مقاطعة غُرِتسِيَة في إقليم فريولي فينيتسيا جوليا. تقع على الحدود بين إيطاليا وسلوفينيا، والمدينة هي نقطة الالتقاء بين الواقع الفريولي و السلوفانية وجولياني.

## المناخ
يظهر الجدول التالي التغييرات المناخية على مدار السنة لغُرِتسِيَة:
| البيانات المناخية لـغوريتسيا                 | البيانات المناخية لـغوريتسيا | البيانات المناخية لـغوريتسيا | البيانات المناخية لـغوريتسيا | البيانات المناخية لـغوريتسيا | البيانات المناخية لـغوريتسيا | البيانات المناخية لـغوريتسيا | البيانات المناخية لـغوريتسيا | البيانات المناخية لـغوريتسيا | البيانات المناخية لـغوريتسيا | البيانات المناخية لـغوريتسيا | البيانات المناخية لـغوريتسيا | البيانات المناخية لـغوريتسيا | البيانات المناخية لـغوريتسيا |
| الشهر                                        | يناير                        | فبراير                       | مارس                         | أبريل                        | مايو                         | يونيو                        | يوليو                        | أغسطس                        | سبتمبر                       | أكتوبر                       | نوفمبر                       | ديسمبر                       | المعدل السنوي                |
| -------------------------------------------- | ---------------------------- | ---------------------------- | ---------------------------- | ---------------------------- | ---------------------------- | ---------------------------- | ---------------------------- | ---------------------------- | ---------------------------- | ---------------------------- | ---------------------------- | ---------------------------- | ---------------------------- |
| الدرجة القصوى °م (°ف)                        | 18.4 (65.1)                  | 23.1 (73.6)                  | 26.0 (78.8)                  | 28.9 (84.0)                  | 33.7 (92.7)                  | 37.4 (99.3)                  | 38.5 (101.3)                 | 38.7 (101.7)                 | 36.8 (98.2)                  | 30.1 (86.2)                  | 25.5 (77.9)                  | 19.6 (67.3)                  | 38.7 (101.7)                 |
| متوسط درجة الحرارة الكبرى °م (°ف)            | 7.2 (45.0)                   | 8.6 (47.5)                   | 12.8 (55.0)                  | 16.7 (62.1)                  | 21.8 (71.2)                  | 25.4 (77.7)                  | 28.0 (82.4)                  | 27.9 (82.2)                  | 23.7 (74.7)                  | 18.2 (64.8)                  | 12.5 (54.5)                  | 8.9 (48.0)                   | 17.6 (63.8)                  |
| المتوسط اليومي °م (°ف)                       | 3.3 (37.9)                   | 4.7 (40.5)                   | 8.3 (46.9)                   | 12.0 (53.6)                  | 17.1 (62.8)                  | 20.5 (68.9)                  | 23.0 (73.4)                  | 22.6 (72.7)                  | 18.9 (66.0)                  | 13.8 (56.8)                  | 7.8 (46.0)                   | 4.0 (39.2)                   | 13.0 (55.4)                  |
| متوسط درجة الحرارة الصغرى °م (°ف)            | −0.1 (31.8)                  | 0.8 (33.4)                   | 4.1 (39.4)                   | 7.8 (46.0)                   | 12.7 (54.9)                  | 16.1 (61.0)                  | 18.3 (64.9)                  | 17.7 (63.9)                  | 14.3 (57.7)                  | 9.6 (49.3)                   | 4.0 (39.2)                   | 0.6 (33.1)                   | 8.8 (47.8)                   |
| أدنى درجة حرارة °م (°ف)                      | −14.2 (6.4)                  | −12.9 (8.8)                  | −8.1 (17.4)                  | −4.0 (24.8)                  | 0.9 (33.6)                   | 5.7 (42.3)                   | 8.9 (48.0)                   | 9.2 (48.6)                   | 5.2 (41.4)                   | −2.9 (26.8)                  | −7.8 (18.0)                  | −15.5 (4.1)                  | −15.5 (4.1)                  |
| الهطول مم (إنش)                              | 49.6 (1.95)                  | 46.8 (1.84)                  | 60.1 (2.37)                  | 76.3 (3.00)                  | 77.6 (3.06)                  | 70.5 (2.78)                  | 69.6 (2.74)                  | 68.5 (2.70)                  | 89.2 (3.51)                  | 101.2 (3.98)                 | 83.4 (3.28)                  | 60.2 (2.37)                  | 853 (33.58)                  |
| متوسط أيام هطول الأمطار (≥ 1.0 mm)           | 6.0                          | 5.2                          | 5.7                          | 8.3                          | 8.2                          | 8.6                          | 5.9                          | 6.1                          | 5.9                          | 6.7                          | 5.8                          | 5.9                          | 78.3                         |
| متوسط الرطوبة النسبية (%)                    | 82                           | 78                           | 75                           | 74                           | 71                           | 72                           | 70                           | 69                           | 74                           | 77                           | 80                           | 81                           | 75.8                         |
| ساعات سطوع الشمس الشهرية                     | 77.8                         | 100.4                        | 144.5                        | 179.7                        | 228.1                        | 249.9                        | 285.7                        | 261.3                        | 210.4                        | 144.0                        | 99.8                         | 62.4                         | 2٬044                        |
| المصدر: MeteoAM (sun and humidity 1961–1990) |                              |                              |                              |                              |                              |                              |                              |                              |                              |                              |                              |                              |                              |

## السكان
في سنة 1871 بلغ عدد السكان  نسمة، وتطور العدد ليصل في سنة 2011 لـ 35٬212 نسمة.
يظهر هذا المخطط البياني تطور النمو السكاني لـ غرتسية

## توأمة
لغُرِتسِيَة اتفاقيات توأمة مع كل من:
- زالاجيرسيج
- لينتس
- كيلسي
- ليينز
- ساساري
- فينلو
- كلاغنفورت (1965 - )

## أعلام
- لويس التاسع عشر
- إيفانو بلاسون
- أنطونيو لاشياك
- كارلو روبيا
- أومبيرتو سابا
- ماكس فابياني
- فريدريش مورتون
- إليزابيث من كارينثيا
- أندريا سيكولين
- دينو دي أنتوني